# 烏斯特拉峰
62°38′26″S 60°35′57″W / 62.64056°S 60.59917°W

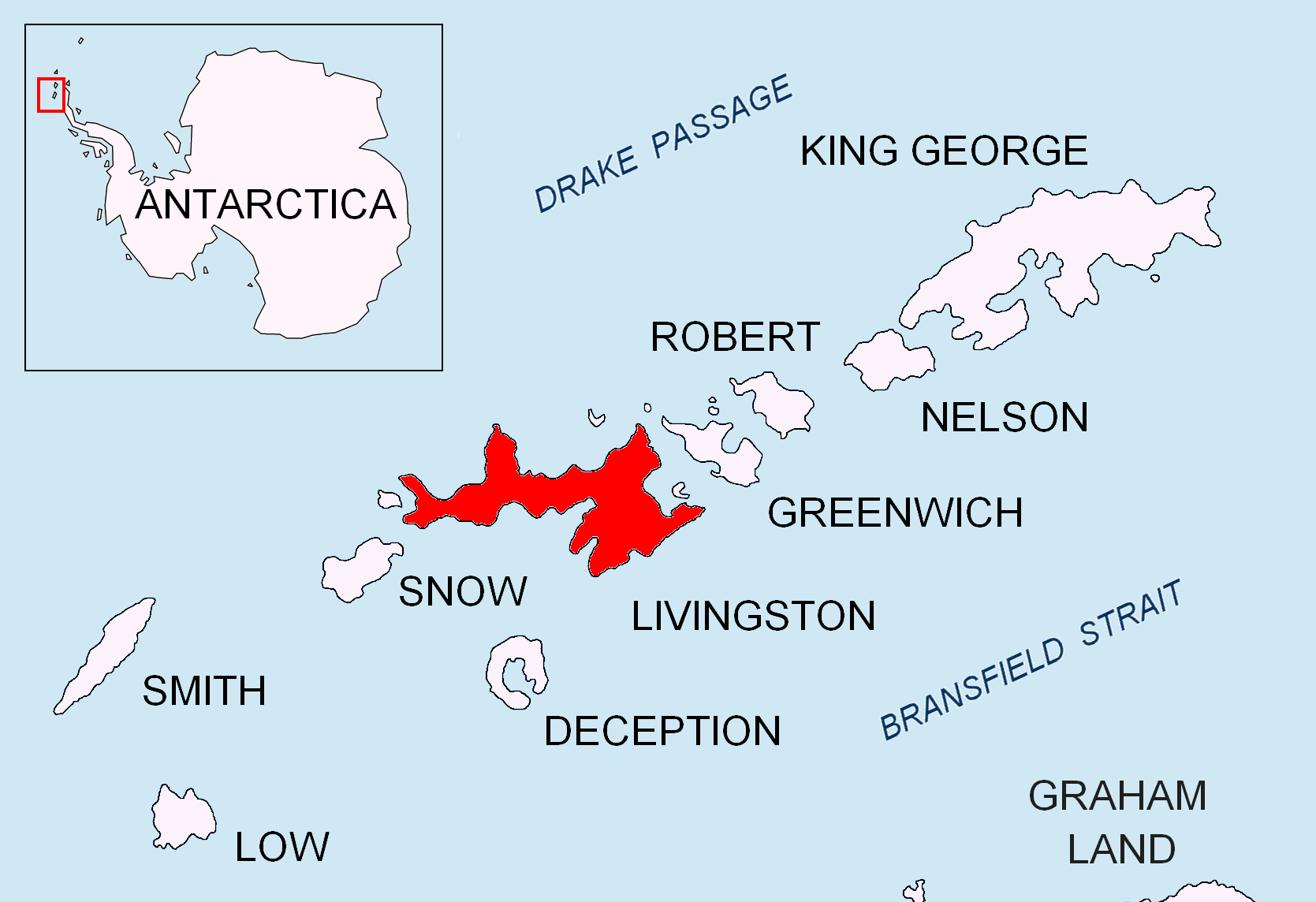

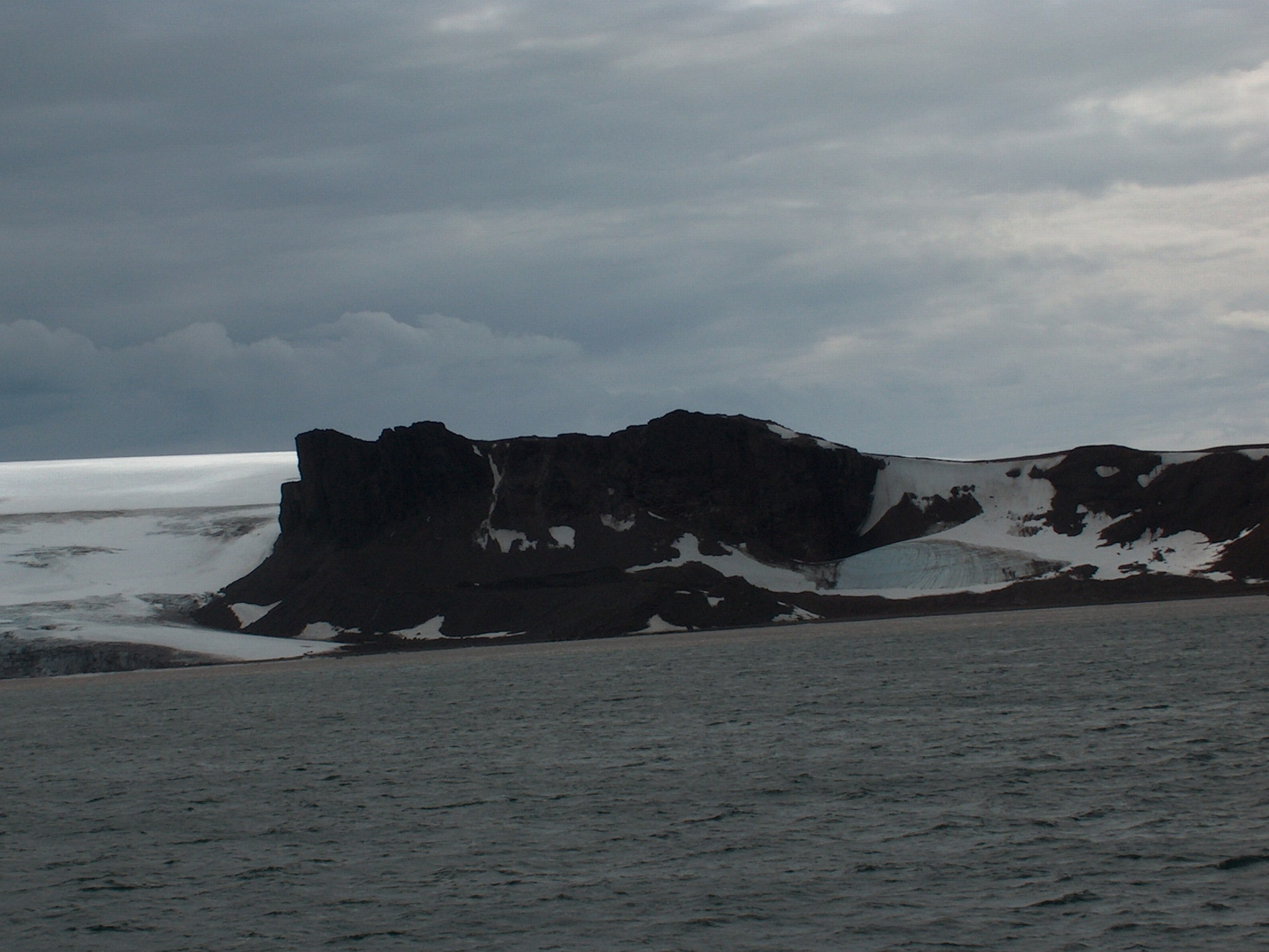

烏斯特拉峰是南極洲的山峰，位於南設得蘭群島的利文斯頓島，處於韋里拉冰川附近、克拉克拉崖以西2.1公里、漢娜角東北面1.71公里。

## 外部連結
- SCAR Composite Antarctic Gazetteer（页面存档备份，存于）.